# NWNGR – Moel Tryfan und Snowdon Ranger
Die Moel Tryfan und die Snowdon Ranger waren die ersten beiden Dampflokomotiven der in einer Spurweite von 597 mm ausgeführten North Wales Narrow Gauge Railways (NWNGR). 
Die 1875 von der Vulcan Foundry gebauten Lokomotiven waren in der seltenen Bauart Single Fairlie ausgeführt, bei der die Kuppelachsen in einem Drehgestell gelagert und gegenüber dem Kessel schwenkbar waren, womit das Durchfahren enger Kurven erleichtert wurde. 
Ursprünglich hatten die Lokomotive keine Zugbremse; in den ersten Jahren des 20. Jahrhunderts wurde jedoch eine Druckluftbremsanlage installiert, wobei der Luftpresser im Führerhaus der Fahrzeuge angeordnet wurde.
1917 waren beide Lokomotiven in einem sehr schlechten Zustand, und weil sich die Bahngesellschaft keine Ersatzteile leisten konnte, wurde aus den jeweils besser erhalten Teilen beider Lokomotiven eine Lokomotive zusammengesetzt, die weiter als Moel Tryfan bezeichnet wurde. Wahrscheinlich wurde dabei das Triebdrehgestell der Snowdon Ranger und der Aufbau der Moel Tryfan  verwendet. Die übrigen Teile wurden verschrottet.
Nach einer Überholung in den Boston Lodge Works der Ffestiniog Railway (FR) wurde die Moel Tryfan ab 1923 von der Welsh Highland Railway (WHR) eingesetzt. Es ist unklar, ob die Lokomotive schon ab diesem Zeitpunkt auch auf dem Streckennetz der FR eingesetzt wurde und dafür – wie auch die Lokomotive Russell – in der Höhe reduziert werden musste, oder ob dies erst ab 1934 der Fall war. Es existieren keine bekannten Fotografien der Lokomotive auf den Gleisen der FR. 
Als der Betrieb der WHR 1937 eingestellt wurde, befand sich die Lokomotive gerade zur Überholung in den Boston Lodge Works und erlebte dort auch die Betriebseinstellung der FR im Jahr 1946.
Als die FR Anfang der 1950er Jahre als Museumsbahn reaktiviert wurde, wurde die Lokomotive als nicht mehr für eine Restaurierung geeignet eingestuft und 1954 als Schrott verkauft. Diese Entscheidung ist heute unter Eisenbahnfreunden umstritten, war damals jedoch aus finanziellen Gründen unvermeidbar. Nur das Laufdrehgestell blieb erhalten, und dessen Radsätze wurden später verwendet, um die Lokomotiven Blanche und Linda von der Achsfolge B- zu 1'B-Lokomotiven umzubauen.